# Брюти
Брюти (др.-сканд. bryti) — в Скандинавии во времена переселения народов и эпохи викингов наименование трэлла, получавшего высокое положение в хозяйстве. Он обладал административными и контрольными функциями, осуществлял надсмотр за остальными трэллами и прочим хозяйством. Женским аналогом являлась дэжа.
В период с 1000 по 1200 годы термин использовался как «управляющий» (который управлял имуществом от имени третьих лиц), в том числе и вассалы конунга, а иногда и приравнивался к понятию ярл.
В период позднего средневековья мог означать свободного фермера, работающего по договору на лендлорда.
В целом — название должности управляющего, эконома или дворецкого. Наиболее точно этому понятию соответствует латинское слово villicus и английское слово steward. Иногда приравнивается к немецкому термину Майер.

## Этимология
Согласно Den Store Danske Encyklopædi, термин вероятно происходит от выражения «преломить хлеб» (дат. bryder brødet), что, вероятно, связано с обычаем, когда доверенное лицо пробовало пищу господина, чтобы узнать не отравлена ли она.

## Социальное положение
Брюти мог быть управляющим фермы, полномочным представителем ярла или конунга. Часто это были трэллы, но им мог быть и весьма влиятельный человек или даже сам конунг, все зависело от того, что находилось у него в управлении.
В законах Эстергётланда (ÖgL D XIV) говорится о месте пребывания брюти конунга в Уппсале, брюти ярла в Рудене, а также о месте пребывания брюти епископа. Брюти определены как управляющие, набранные для управления хозяйством господина.
В Уппланде брюти являлся трэллом и полностью подчинялся хозяину, в то время как в Сконе они были фактически партнёрами.

## Свидетельства
На руинах Ховгордена стоит рунический камень (U 11), который гласит:
Rað þu runaR. Rett let rista ToliR bryti i roði kunungi. ToliR ok Gylla letu ris[ta] ..., þaun hion æftiR [si]k(?) mærki ... Hakon bað rista.

(Ты читаешь руны. Справа вырезал их Толир, брюти конунга в Родене. Толир и Гюлла велели высечь их (эти руны), эта пара в память ... Хокон велел вырезать.
Толир был брюти, то есть являлся фогтом конунга в Родене. Этот камень соотносят с именем Хокона Рыжего, правившего приблизительно в 1070-х годах.